# Мдівані Арчіл Будуєвич
Арчіл Будуєвич Мдівані (груз. არჩილ ბუდუს ძე მდივანი 30 червня 1911 — 13 вересня 1937) — один з найсильніших тенісистів СРСР 30-х років XX століття, перший грузинський майстер спорту з тенісу (1936). У 1931—1935 роках входив до числа 10 найсильніших тенісистів СРСР.
У 1934—1936 роках разом з Едуардом Негребецьким — чемпіон СРСР в парному розряді. Чемпіон СРСР у складі команди «Динамо» (1936), чотириразовий чемпіон Ленінграда (1932—1936). Тренером Арчіла Мдівані з дитинства був Ян Гомер.

## Біографія
Арчіл Мдівані народився в Тбілісі в родині відомого більшовика — націонал-ухильника Буду Мдівані. Він отримав прекрасну освіту, однак теніс для Арчіла став головним заняттям в житті. У 1932 році він разом з Негребецьким переїжджає в Ленінград. Ось що говорив Едуард Негребецький щодо свого партнера по парній грі: "Арчіл був справжнім шоуменом, натовпи вболівальників завжди супроводжували його. Його гра в парі була вражаючою. Стрибучий, швидкий і елегантний він надавав грі незвичайну видовищність. Особливо йому вдавався удар над головою у високому стрибку, який наводив в захоплення глядачів. Після втрати Арчіла у мене були інші партнери (Євген Кудрявцев, Микола Озеров, Євген Корбут), але він був у мене єдиний, неповторний і кращий ".
У 1936 році Арчіл Мдівані бере участь в спільних тренуваннях і змаганнях з Анрі Коше. У тому ж році він повертається в Тбілісі у зв'язку з арештом батька. У 1936—1937 роках вся сім'я Арчіла Мдівані була репресована, У 1937 році був розстріляний батько Буду, мати Цуцунія, брати Георгій, Давид та Іван, а сестра Мері була заслана в табір, де її стратили в 1939 році. Арчіл Мдівані продовжував грати, але в квітні 1937 його заарештували в Москві в готелі ЦСКА. 15 травня 1937 року газета " Червоний спорт " повідомила — виступив на засіданні фізкультурного активу Грузії голова спортивного комітету Соломон Мільштейн заявив, що знешкоджений ворог народу Арчіл Мдівані. З усієї родини репресії не торкнулися тільки Шалву Будуєвича Мдівані, він загинув в авіакатастрофі.
Виписка з кримінальної справи Арчіла Мдівані: "За рішенням військової колегії Верховного суду СРСР N46-02-4887 / 56 від 5 липня 1957 року кримінальна справа відносно Арчіла Будуєвича Мдівані 1911 року народження засудженого виїзний комісією військової колегії Верховного суду СРСР за статтями 58-8 (організовані дії на підготовку і вчинення злочину) 13 вересня 1937 року і засудженому до вищої міри покарання (розстріл) припинено за відсутністю складу злочину і він реабілітований. Вирок було виконано 13 вересня 1937 року "(за іншими відомостями — 14 вересень). Так трагічно обірвалося життя видатного грузинського тенісиста Арчіла Мдівані. Йому було 26 років.

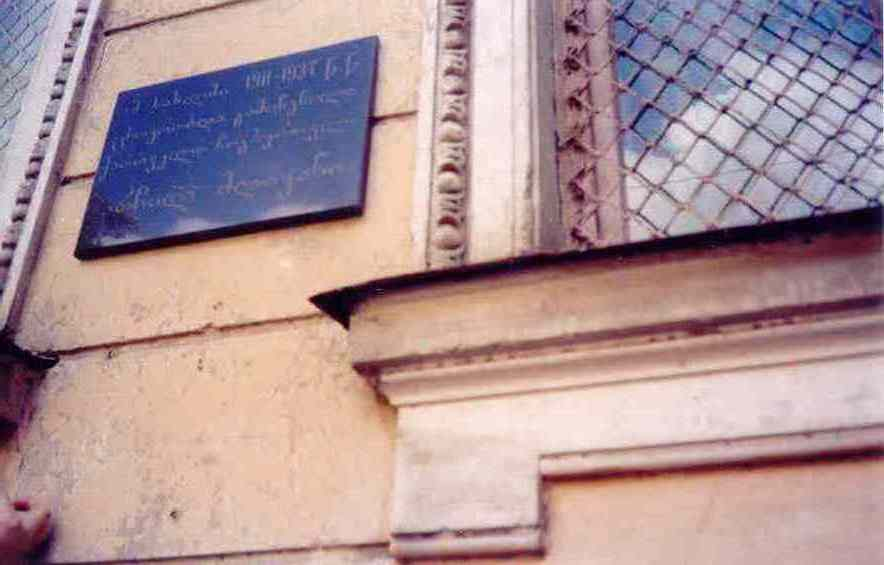

У 30 червня 2001 в зв'язку з 90 річчям від дня народження Арчіла Мдівані на будинку, де він проживав була відкрита меморіальна дошка.